# Adolf Rodewyk
Adolf Rodewyk (* 4. Dezember 1894 in Mülheim, heute Köln; † 9. November 1989 in Münster) war ein deutscher Jesuitenpater und Exorzist. Er verfasste Standardwerke zur Dämonologie aus der Sicht der katholischen Lehre.

## Leben
Rodewyk legte am Gymnasium in Duisburg das Abitur ab. Er nahm am Ersten Weltkrieg teil und trat nach Kriegsende im niederländischen ’s-Heerenberg in die Gesellschaft Jesu ein. Nach dem Theologiestudium an der Universität Bonn, der Universität Innsbruck und in Valkenburg wurde er 1925 in Valkenburg zum Priester geweiht. In der Folgezeit war er Superior in Koblenz, Rektor des Aloisiuskollegs in Bad Godesberg und Superior in Bonn.
Während des Zweiten Weltkriegs arbeitete Rodewyk als Lazarett-Seelsorger und war zugleich Novizenmeister und Rektor der Barmherzigen Brüder in Trier. Danach war er Priesterseelsorger in Essen und Religionslehrer in Büren. Im Jahr 1954 wurde er Rektor der Residenz der Sankt-Ansgar-Schule in Hamburg, im Jahr 1960 Superior in Frankfurt am Main. Anschließend leistete er pastorale Dienste und arbeitete als Lektor für Hebräisch und Latein an der Philosophisch-Theologischen Hochschule Sankt Georgen in Frankfurt.
Mit 93 Jahren übersiedelte er im Jahr 1987 ins Altersheim des Jesuitenordens nach Münster, wo er 1989 starb.

## Wirken als Exorzist

### Fall ‚Magda‘
Während des Zweiten Weltkriegs begegnete Rodewyk als Hausgeistlichem im Standortlazarett in Trier eine 30-jährige Krankenschwester, von der er annahm, sie habe sich dem Teufel verschrieben. Laut Rodewyks Beschreibung hatte diese Frau „eine unwiderstehliche Anziehungskraft für Männer“, während sie sich ihm gegenüber „arrogant und frech“ benahm. Rodewyk nahm einen „Exorcismus probativus“ – eine probeweise Teufelsaustreibung – vor. Dazu sprach er seiner Aussage nach rein in Gedanken ein bestimmtes Gebet, worauf ‚Magda‘ zu fluchen und zu toben begann. Dass sie sich gegen das Bespritzen mit Weihwasser wehrte und Rodewyk beschimpfte, wurde als sicherer Beweis für die Anwesenheit von Dämonen genommen. Rodewyk ließ sich vom Trierer Bischof Franz Rudolf Bornewasser den Auftrag erteilen, die Frau aus dämonischer Besessenheit zu befreien, was viele Jahre in Anspruch nahm. Rodewyk schilderte seine Erfahrungen als den „Fall Magda“. Er wählte diesen Decknamen in Anlehnung an die biblische Gestalt der Maria Magdalena, die durch Jesus von „sieben Dämonen“ (vgl. Lk 8,2 ; Mk 16,9 ) befreit worden war. Der Tübinger Theologe Herbert Haag sah in diesem Fall aber weniger einen Fall von Teufelsaustreibung als vielmehr eine Rollenanpassung, bei der der Exorzierte im Laufe der Austreibung erst die Rolle des Besessenen annimmt. Hinzu komme, so Haag, dass es sich eigentlich um einen „Fall Rodewyk“ gehandelt habe: „Der Verdacht, daß Rodewyks primäres Anliegen weniger darin bestand, der Kranken zu helfen, als vielmehr die Richtigkeit des Rituale Romanum zu beweisen, läßt sich jedenfalls nicht beseitigen.“ Dabei stellte Haag die katholische Lehre, die die Existenz des Teufels postuliert, generell in Frage. Haag bat Rodewyk schriftlich um die Unterlagen zum Fall Magda. Dieser teilte mit, er hätte sie bereits vernichtet.

### Fall Anneliese Michel
Rodewkys Gutachten zum Fall Anneliese Michel veranlasste den Würzburger Bischof Josef Stangl, einen Exorzismus zu genehmigen. Dieser endete tödlich. Die von der Staatsanwaltschaft mit den Ermittlungen betraute Kriminalpolizei richtete ihre kriminalistischen Untersuchungen wegen des Verdachts der fahrlässigen Tötung auch auf Rodewyk. Das Ermittlungsverfahren wurde von der Staatsanwaltschaft im Juli 1977 mit der Begründung eingestellt, dass er keinen wirklichen Kontakt zum Opfer gehabt und damit keine genaue Kenntnis von Michels Gesundheitszustand hätte haben können. Das schließe eine Strafbarkeit aus. Rodewyk soll Anneliese Michel aber einmal in ihrem Elternhaus besucht haben. Dort soll sie plötzlich mit veränderter Stimme gesprochen haben, und Rodewyk habe den Dämon nach seinem Namen gefragt, worauf dieser „Judas“ antwortete – was Rodewyk mit „Wir kennen uns doch!“ kommentiert habe, da Judas bereits beim „Fall Magda“ aufgetreten war.
Nach dem Tod von Annliese Michel geriet Rodewyk ebenso wie die Eltern und die mit dem Exorzismus betrauten Priester in die Kritik. Am Ende der ersten Verhandlungswoche sagte er im Prozess, zu dem er als Zeuge geladen war, es sei unmöglich, dass jemand am Exorzismus sterbe, und dass er ohne jede Einschränkung von der Besessenheit Anneliese Michels überzeugt sei. Rodeywyk wurde wegen seiner Rolle im Fall Anneliese Michel von seinen Ordensoberen als Belastung angesehen. Nur aus Altersgründen wurde auf Maßnahmen gegen ihn verzichtet. Der Spiegelartikel zum Fall Michel bezeichnet Rodewyks Haltung als Exorzist als „fanatisch“.
Seine Ordensoberen verboten ihm später, sich und die anderen zu rechtfertigen.

## Werke
- Dämonische Besessenheit in der Sicht des Rituale Romanum, Aschaffenburg 1963
- Dämonische Besessenheit heute, Aschaffenburg 1966, OCLC 73869812.
- Der Teufel ernst genommen, Stein am Rhein 2001, ISBN 3-7171-1091-8.